# 河添房江
河添 房江（かわぞえ ふさえ、1953年10月15日 - ）は、日本の古代・中古文学研究者。東京学芸大学名誉教授。学位は、博士（文学）（東京大学・論文博士・1999年）。平安文学、主に『源氏物語』を専攻。

## 来歴
東京学芸大学附属竹早中学校、東京学芸大学附属高等学校卒業。1977年、東京大学文学部国文学科卒業。1980年、東京大学大学院人文科学系研究科修士課程修了。1985年、同博士課程単位取得退学。
1985年、東京学芸大学教育学部専任講師、1989年、同大学助教授。1994年、『源氏物語の喩と王権』（有精堂出版、1992年）で、第1回関根賞を受賞した。1999年、東京大学から博士（文学）の学位を取得、論文名は「源氏物語表現史 : : 喩と王権の位相」。2002年、同大学教授。2019年、東京学芸大学名誉教授。
このほか、一橋大学大学院言語社会研究科連携教授（2007年～2019年）、東京大学大学院人文社会系研究科兼任教授（2009年～2012年、2014年～2019年、多分野交流演習）を歴任した。

## 著作

### 単著
- 『源氏物語の喩と王権』（有精堂、1992年）
- 『源氏物語表現史』（『喩と王権』の増補版、翰林書房、1998年）
- 『性と文化の源氏物語』（筑摩書房、1998年）
- 『源氏物語時空論』（東京大学出版会、2005年）
- 『源氏物語と東アジア世界』（NHKブックス、日本放送出版協会、2007年）
- 『光源氏が愛した王朝ブランド品』（角川選書、2008年）
- 『唐物の文化史　舶来品から見た日本』（岩波新書、2014年）
- 『源氏物語越境論　唐物表象と物語享受の諸相』（岩波書店、2018年）
- 『紫式部と王朝文化のモノを読み解く』（角川ソフィア文庫、2023年）

### 編著
- 『叢書 想像する平安文学』（全8巻）共編（勉誠出版、1999-2001年）
- 『週刊 朝日百科　世界の文学　竹取物語・伊勢物語』（朝日新聞社、1999年）
- 『源氏物語いま語り』三田村雅子・松井健児共編（翰林書房、2001年）
- 『源氏物語の鑑賞と基礎知識　梅枝・藤裏葉』（至文堂、2003年）
- 『描かれた源氏物語』三田村雅子共編（翰林書房、2006年）
- 『薫りの源氏物語』三田村雅子共編（翰林書房、2008年）
- 『講座 源氏物語研究12 源氏物語の現代語訳と翻訳』（おうふう、2008年）
- 『はじめて出会う古典作品集』（全6巻）高木まさき共監修（光村教育図書、2009-2010年）
- 『平安文学と隣接科学9　王朝文学と服飾・容飾』（竹林舎、2010年）
- 『夢と物の怪の源氏物語』三田村雅子共編（翰林書房、2010年）
- 『天変地異と源氏物語』三田村雅子共編（翰林書房、2013年）
- 『古代文学の時空』(翰林書房、2013年)
- 『源氏物語　煌めくことばの世界』原岡文子共編（翰林書房、2014年）
- 『王朝文学と東ユーラシア文化』小山利彦・陣野英則共編（武蔵野書院、2015年）
- 『新装版 唐物と東アジア 』皆川雅樹共編（勉誠出版、2016年）
- 『アクティブラーニング時代の古典教育』（東京学芸大学出版会、2018年）
- 『源氏物語　煌めくことばの世界Ⅱ』原岡文子共編（翰林書房、2018年）
- 『源氏物語を読むための25章』松本大共編（武蔵野書院、2023年）
- 『新訂 枕草子』（上・下）津島知明共訳注（角川ソフィア文庫、2024年）

## 親族
父・河添邦太朗 (1922-2021) は、工学博士、東京大学名誉教授。夫・須賀英之は、宇都宮共和大学・宇都宮短期大学学長。